# Chesapeake Beach
Chesapeake Beach és una població dels Estats Units a l'estat de Maryland. Segons el cens del 2000 tenia 3.180 habitants.

## Demografia
Segons el cens del 2000, Chesapeake Beach tenia 3.180 habitants, 1.217 habitatges, i 862 famílies. La densitat de població era de 441,7 habitants per km².
Dels 1.217 habitatges en un 35,2% hi vivien nens de menys de 18 anys, en un 52,7% hi vivien parelles casades, en un 12,9% dones solteres, i en un 29,1% no eren unitats familiars. En el 21,6% dels habitatges hi vivien persones soles el 5,4% de les quals corresponia a persones de 65 anys o més que vivien soles. El nombre mitjà de persones vivint en cada habitatge era de 2,61 i el nombre mitjà de persones que vivien en cada família era de 3,03.
Per edats la població es repartia de la següent manera: un 27,2% tenia menys de 18 anys, un 7,4% entre 18 i 24, un 34,4% entre 25 i 44, un 24% de 45 a 60 i un 7% 65 anys o més.
L'edat mediana era de 36 anys. Per cada 100 dones de 18 o més anys hi havia 93,8 homes.
La renda mediana per habitatge era de 68.365 $ i la renda mediana per família de 74.167 $. Els homes tenien una renda mediana de 43.125 $ mentre que les dones 35.865 $. La renda per capita de la població era de 29.616 $. Entorn de l'1,6% de les famílies i el 3,8% de la població estaven per davall del llindar de pobresa.

## Poblacions més properes
El següent diagrama mostra les poblacions més properes.